# قائمة البعثات الدبلوماسية في نيوي

خريطة البعثات الدبلوماسية في نيوي
نيوي
الدول التي لديها سفارة في نيوي.
الدول التي لديها سفارات غير مقيمة في نيوي.

هذه قائمة بالبعثات الدبلوماسية في نيوي، وهي دولة جزرية صغيرة في المحيط الهادئ في أوقيانوسيا. على الرغم من أن نيوي دولة مرتبطة بنيوزيلندا، إلا أنها تقيم علاقات دبلوماسية مع 20 دولة. في الوقت الحاضر، تستضيف العاصمة الوفي بعثتين. بالإضافة إلى ذلك، هناك سفارات معتمدة في نيوي كلها قائمة خارج البلاد. 

## تمثيل دبلوماسي في نيوي

### في العاصمةالوفي
- أستراليا[2]
- نيوزيلندا[3][4]

## السفارات غير المقيمة
| - الصين (ويلنغتون) - فيجي (سوفا) - فرنسا (ويلنغتون) - الهند (ويلنغتون) - إسرائيل (ويلنغتون) - اليابان (ويلنغتون) - ماليزيا (ويلنغتون) - بابوا غينيا الجديدة (ويلنغتون) - تركيا (ويلنغتون) - الولايات المتحدة (ويلنغتون) |